# بنجامین اچ. کلاین
بنجامین اچ. کلاین (انگلیسی: Benjamin H. Kline؛ ۱۸۹۴–۱۹۷۴) یک کارگردان و فیلم‌بردار اهل ایالات متحده آمریکا بود.
از فیلم‌ها یا مجموعه‌های تلویزیونی که وی در آن‌ها نقش داشته است، می‌توان به ویرجینیایی، میان‌بر، آژیر کاذب، گرداب و آسمان بلند اشاره نمود.